# Holidays in Eden
Holidays in Eden è il sesto album in studio del gruppo musicale britannico Marillion, pubblicato il 24 giugno 1991 dalla EMI.
Il 25 febbraio 1992 il disco è stato commercializzato anche negli Stati Uniti d'America dalla I.R.S. Records con una copertina differente e con l'aggiunta dei brani A Collection e How Can It Hurt, prodotti dal gruppo stesso con Rob Eaton.

## Tracce
Testi di Steve Hogarth, musiche dei Marillion, eccetto dove indicato.

### Edizione britannica
1. Splintering Heart – 6:53
2. Cover My Eyes (Pain and Heaven) – 3:53
3. The Party – 5:36
4. No One Can – 4:41
5. Holidays in Eden – 5:37 (testo: John Helmer)
6. Dry Land – 4:43 (musica: Steve Hogarth, Colin Woore)
7. Waiting to Happen – 5:01
8. This Town – 3:18
9. The Rakes Progress – 1:54
10. 100 Nights – 6:41

CD bonus nella riedizione del 1998
1. Sympathy – 3:29
2. How Can It Hurt – 4:11
3. A Collection – 2:59
4. Cover My Eyes (Pain and Heaven) (Acoustic Version) – 2:34
5. Sympathy (Acoustic Version) – 2:31
6. I WIll Walk on Water (Alternative Mix) – 5:14
7. Splintering Heart (Live at the Moles Club) – 6:41
8. You Don't Need Anyone (Moles Club Demo) – 4:03
9. No One Can (Moles Club Demo) – 4:51
10. The Party (Moles Club Demo) – 5:45
11. This Town (Moles Club Demo) – 4:15
12. Waiting to Happen (Moles Club Demo) – 5:31
13. Eric – 2:31
14. The Epic (Fairground) (Mushroom Farm Demo) – 8:31

### Edizione statunitense
1. Cover My Eyes – 3:56
2. No One Can Take You Away from Me – 4:39
3. Splintering Heart – 6:51
4. The Party – 5:36
5. A Collection – 2:58
6. Holidays in Eden – 5:58 (testo: John Helmer)
7. How Can It Hurt – 4:09
8. Dry Land – 4:42 (musica: Steve Hogarth, Colin Woore)
9. Waiting to Happen – 4:55
10. This Town – 3:18
11. The Rakes Progress – 1:54
12. 100 Nights – 6:42

## Formazione
Crediti tratti dall'edizione britannica.
Gruppo
- Steve Hogarth – voce, cori
- Steve Rothery – chitarra
- Mark Kelly – tastiera
- Pete Trewavas – basso, cori
- Ian Mosley – batteria, percussioni

Altri musicisti
- Christopher Neil – cori

Produzione
- Christopher Neil – produzione
- Rob Eaton – registrazione, missaggio
- Danton Supple – assistenza tecnica
- Richard Sullivan – assistenza tecnica
- Ted Jensen – mastering

## Classifiche
| Classifica (1991) | Posizione massima |
| ----------------- | ----------------- |
| Germania          | 10                |
| Paesi Bassi       | 7                 |
| Regno Unito       | 7                 |
| Svezia            | 36                |
| Svizzera          | 17                |